# Trichordestra
Trichordestra is een geslacht van vlinders van de familie Uilen (Noctuidae), uit de onderfamilie Hadeninae.

## Soorten
- T. beanii Grote, 1877
- T. dodii Smith, 1905
- T. legitima Grote, 1864
- T. lilacina Harvey, 1874
- T. liquida (Grote, 1881)
- T. meodana Smith, 1910
- T. prodeniformis Smith, 1887
- T. rugosa Morrison, 1875
- T. tacoma Strecker, 1900